# Сидоренко Євгеній Костянтинович
Сидоренко Євгеній Костянтинович (нар. 2 січня 1982 року, смт Талалаївка, Чернігівська область, Україна) — український актор театру, режисер.

## Життєпис
Народився 2 січня 1982 року в смт Талалаївка (Чернігівська область, Україна) в сім'ї робітника. Батько — Костянтин Павлович — майстер бурових вишок, мати — Марія Іванівна — касир. Закінчив місцеву школу № 1 та музичну школу по класу баяна. Після музичної школи відвідував хореографічну студію та театральний гурток.
Батьки підтримували потяг сина до мистецтва. Вони настояли на відвідуванні музичної школи та лояльно відносились до занять творчістю, ставлячи його вподобання вище за стереотипи чи практичність.
Після школи вступив до Ніжинського училища культури і мистецтв ім. М. Заньковецької на спеціалізацію «Видовищно-театральні заходи» (художній керівник курсу Г. А. Кашковська). Провчившись рік, пішов до армії у Військово-Морські Сили Збройних Сил України. Служив у Севастополі, ходив у плавання на кораблі. Через два роки відновився в училищі та закінчив навчання.
Ще в театральному гуртку Євгеній зрозумів, що хоче йти саме цим шляхом, а вже в училищі усвідомив, що тягнеться більше до режисерської діяльності.
Після училища пів року працював в Талалаївському районному будинку культури.
У 2004 році став актором Чернігівського обласного молодіжного театру, де працює і зараз.
У 2009 році вступив до Київського Національного університету театру, кіно і телебачення ім. І. К. Карпенка-Карого на спеціалізацію «Режисура драматичного театру» (художній керівник курсу — Заслужений діяч мистецтв РРФСР, Заслужений діяч мистецтв України Костянтин Дубінін). В 2014 році закінчив навчання.
В 2015 році зняв кліп на пісню «Mc Em» «Чернігів» (музика — Б. Кузьменко та І. Добро, слова — М. Бичук).
У 2019 році Євгеній Сидоренко став режисером-постановником Чернігівського обласного молодіжного театру.
Веде активну гастрольну діяльність зі своїми спектаклями та займається різноманітними неординарними проектами.

## Режисерські роботи

### Ежен Йонеско. «Стільці»
Прем'єра трагікомедії відбулась 13 квітня 2013 року на сцені Чернігівського обласного молодіжного театру.
Це дипломна режисерська вистава актора.
Драматична історія двох нікому не потрібних старих, що розважають себе іграми, ними ж самими і вигаданими. Вони уявляють, що до них завітали кращі персони міста на чолі з імператором. Але це абсурд. Вони безкінечно самотні.
Головні ролі виконують:
- Стара — артистка Юлія Матросова;
- Старий — артист Роман Покровський.

Сценографія та костюми — Тетяна Магура.

### Славомир Мрожек. «Емігранти»
Прем'єра вистави відбулась 26 квітня 2014 року на сцені Чернігівського обласного молодіжного театру.
З творчістю Мрожека актора познайомив колега Олексій Биш. Прочитавши п'єси письменника, молодого режисера зачепили саме «Емігранти».
| Ліві лапки | Там нема сентиментальності. Це чисто чоловічий матеріал – для режисера-чоловіка та акторів-чоловіків. Власне, ця складова і підкупила мене, щоб втілити свою мрію та поставити дану виставу. | Праві лапки |

Важливість п'єси «Емігранти», як представника психологічного театру, полягає в її людській правді. В ній говориться про те, про що люди зазвичай мовчать і в чому не зізнаються насамперед собі. Там зачіпаються теми сім'ї, свободи.

Сам Євгеній Сидоренко так сформулював ідею вистави: 
| Ліві лапки | Моє надзавдання як режисера – щоб глядачі на сцені побачили себе, саме в цій п'єсі і в цьому спектаклі. Нехай говорять, що драма не актуальна. Я вважаю, що завдяки таким високим жанрам як трагедія і драма люди стають краще на цій землі, перш за все – духовно. Саме такі жанри змушують нас замислюватися над своїм існуванням в цьому складному , а іноді й безглуздому світі. Тільки високі жанри в театрі змушують людину щось переосмислити в своєму житті. | Праві лапки |

Головні ролі виконують:
- А. А. — Заслужений артист України Олексій Биш;
- Х. Х. — артист Микола Пономаренко.

Сценографія та костюми — Олена Соловйова

### Леонід Зорін. «Варшавська мелодія»
Прем'єра відбулась 6 травня 2015 року на сцені Чернігівського обласного філармонійного центру фестивалів та концертних програм на базі платформи сучасного мистецтва SceneLoft.
SceneLoft виникла в результаті зустрічі креативних людей, зацікавлених в експериментах та нестандартних підходах до творчості. Роботи на цій платформі виходять за грані театральної сцени, за канони сприйняття драматичного мистецтва. Проекти не входять в роботу філармонії, керівництво просто пішло на зустріч творчій молоді.
Традиційно, «Варшавська мелодія» Леоніда Зоріна — це спектакль про двох закоханих, що в силу незалежних від них обставин повинні прожити своє життя нарізно. Зустрівшись випадково в 46-му році на концерті в консерваторії Геля, полячка, майбутня камерна співачка, та Віктор, студент-винар, що недавно повернувся з війни, закохались один в одного і хотіли зв'язати своє життя. Але виходить закон, що забороняє шлюби з іноземцями. Який вихід із ситуації вони оберуть для себе — боротися чи опустити руки?
Одним з найважливіших режисерських ходів, інновацій є Мім, котрого немає в п'єсі Л. Зоріна. Придуманий самим режисером, цей персонаж рушить всі закони та правила вистави. Він немовби якась метафізична сила: Геля та Віктор то бачать та спілкуються з ним, то не помічають, хоч він і стоїть поруч. Мім — щось на кшталт Купідону, втілення кохання. Він намагається направляти героїв, звести їх разом, показати дурість в деяких вчинках двох людей, що кохають один одного.
Головні ролі виконують:
- Гелена — артистка Чернігівського обласного філармонійного центру Ольга Печко;
- Віктор — актор Чернігівського молодіжного театру Микола Бичук;
- Мім — артист розмовного жанру Чернігівського обласного філармонійного центру Дмитро Обєдніков.

## Ролі в театрі
З 2004 року працює в Чернігівському обласному молодіжному театрі (художній керівник театру та режисер-постановник з 1985 по 2018 рр. — заслужений діяч мистецтв України Геннадій Касьянов).
|  |  |  |  |

1. «Шельменко-денщик» (Г. Квітка-Основ'яненко) — Шельменко;
2. «Три товариші» (Е. М. Ремарк) — Отто Кестер;
3. «Мій бідний Марате» (О. Арбузов) — Марат;
4. «Політ над гніздом зозулі» (К. Кізі) — Скенлон;
5. «Старший син»[ru] (О. Вампілов) — Сільва;
6. Вишневий сад (А. Чехов) — Єпіходов;
7. «Тартюф» (Мольєр) — Даміс;
8. «Овід» (Е. Л. Войнич) — Артур;
9. «Чайка» (А. Чехов) — Ілля Опанасович Шамраєв;
10. Механічний апельсин (Е. Берджес), постановка І. Тихомирова — Дальтоід, Письменник, Біллі Бой, Джо;
11. «Фієста» (Е. Хемінгуей), постановка І. Тихомирова — Кон;
12. «За двома зайцями» (М. Старицький) — Катеринщик;
13. «Трактирниця»[ru] (К. Гольдоні) — Слуга;
14. «Іохим Лис — детектив з дипломом» (Г. Гладков) — Заєць Гвідон;
15. «Татуйована троянда» (Т. Уільямс) — Джек Хантер;
16. «Украдене щастя» (І. Франко) — Парубок;
17. «Вертеп» — Пастух;
18. «Скарби капітана Флінта» (за Р. Л. Стівенсоном) — Джим;
19. «Ляльковий дім» (Г. Ібсен) — Посланець;
20. «Карлсон» (А. Ліндгрен) — Малюк;
21. «Іванов»[ru] (А. Чехов) — Дмитро Микитович Косих;
22. «Гарольд і Мод» (К. Хіггінс, Ж.-К. Карр'єр) — Отче;
23. «Пригоди Петрика святкової ночі» (Д. Литвин) — чортеня Антипко;
24. «Валентин і Валентина» (М. Рощин) — Бухов;
25. «Поминальна молитва» (Г. Горін), постановка О. Янковського — Перчик;
26. «Новорічний переполох» — Іван-Дурак;
27. «Пігмаліон» (Б. Шоу) — Фредді Ейнсфорд Хілл;
28. «Полліанна» (Е. Портер), постановка Б. Ревкевича — Тімоті, Мешканець міста;
29. «Не приймай подарунків від Антипка» (Д. Литвин) — Чортик Антипко;
30. «Безіменна зірка» (Михаїл Себастіан), постановка Б. Ревкевича — Начальник вокзалу;
31. «Матінка Кураж та її діти» (Б. Брехт) — Фельдфебель;
32. «Зачарована Десна» (О. Довженко), режисер-постановник  Олексій Биш;
33. «Загадкова кімната» (Алла Пушкіна) - Чарлі;
34. «Крихітка Цахес» (Е. Т. А. Гофман) — Фабіан.

## Ролі в кіно
1. 2007 — «Важкий пісок» — партизан-підривник;
2. 2009 — «Смерш 3»[ru] — поранений солдат;
3. 2012 — «Повернення Мухтара 3» («Возвращение Мухтара 3») — міліціонер-співробітник ДАІ.